# トリエステ＝ロンキ・デイ・レジョナーリ空港
トリエステ＝ロンキ・デイ・レジョナーリ空港（伊: Aeroporto di Trieste-Ronchi dei Legionari）は、イタリア北東部のフリウリ＝ヴェネツィア・ジュリア州ロンキ・デイ・レジョナーリにある空港である。同州の州都であるトリエステからは北西へ約30km離れている。通称のフリウリ＝ヴェネツィア・ジュリア空港（Aeroporto Friuli-Venezia Giulia）のほか、トリエステ空港（Aeroporto di Trieste）、ロンキ・デイ・レジョナーリ空港（Aeroporto di Ronchi dei Legionari）とも呼ばれている。

## 名称
当地にゆかりのある19世紀の探検家ピエール・ブラザ（ピエトロ・サヴォルニャン・ディ・ブラッツァ）にちなみ、2007年にフリウリ＝ヴェネツィア・ジュリア・ピエトロ・サヴォルニャン・ディ・ブラッツァ空港（Aeroporto del Friuli-Venezia Giulia "Pietro Savorgnan di Brazzà"）という通称が定められた。

## 沿革
ロンキ・デイ・レジョナーリの地に飛行場ができたのは、1935年11月30日のことである。当初はイタリア王国空軍の基地として開設された。
空港運営会社である Aeroporto Friuli-Venezia Giulia SpA（Aeroporto FVG Spa）は1997年7月に発足した。株式の51%を地元自治体のコンソーシアムである Consorzio per l'Aeroporto Friuli-Venezia Giulia が保有し、49%を州が所有する。なお同社は、飛行場と周辺地域を結ぶ道路・鉄道交通事業もその目的としており、事業の拡張が計画されている。
この空港はスロベニアやクロアチアの旅客の利用も見込んでいる。2008年には約110万人の旅客を扱った。また、航空貨物の取り扱いも増加している。

## 就航航空会社
- アリタリア-イタリア航空
- ルフトハンザドイツ航空
- ライアンエアー
- ボロテア

## 註
1. ↑  EAD Basic